# Tomi Ōkawa
Tomi Ōkawa (jap. 大川とみ Ōkawa Tomi); ur. 26 lutego 1933 w Mitsukaidō – japońska tenisistka stołowa,  trzykrotna mistrzyni świata. 
Jest pięciokrotną medalistką mistrzostw świata. Największy indywidualny sukces odniosła w 1956 w Tokio zostając mistrzynią świata indywidualnie i zdobywając brąz w deblu i w turnieju drużynowym. W 1957 i 1961 roku dwukrotnie zdobyła złoto w rywalizacji zespołowej. Jest mistrzynią Igrzysk Azjatyckich 1958 drużynowo i mistrzynią Japonii w grze pojedynczej (1959).